# David Ragan
David Lee Ragan (Unadilla, 24 dicembre 1985) è un pilota automobilistico statunitense.

## Biografia
Ha cominciato la sua carriera in NASCAR nella Craftsman Truck Series nel 2004 con il Fiddleback Racing concludendo 32º in classifica. Nel 2005 ha corso occasionalmente nella Busch Series e nella Craftsman concludendo rispettivamente 97º nella Busch Series e non classificabile nella Craftsman Series. Nel 2006 viene promosso per tutta la stagione nella Craftsman Truck Series con il Roush Racing concludendo 24º; nello stesso anno ha corso 4 gare nella Sprint Cup Series concludendo 63º. Nel 2007 corre full-time nella NASCAR Sprint Cup Series e nella Busch Series concludendo rispettivamente 23º e 5º. Nel 2008 corre nelle stesse categorie concludendo 13º e 4º. Nel 2009 conclude 27º e 18º. Dal 2010 compete solo in Sprint Cup Series concludendo 24º nel 2010, 23º nel 2011 con una vittoria a Daytona, 28º nel 2012 (anno in cui cambia team passando dal Roush Fenway Racing al Front Row Motorsports), 28º anche nel 2013 con una vittoria a Talladega e 32º nel 2014. Il 2015 vede correre Ragan in 3 team diversi: nella prima gara con il Front Row Motorsports, dalla seconda alla nona gara con il Joe Gibbs Racing, dalla decima in poi con il Michael Waltrip Racing.

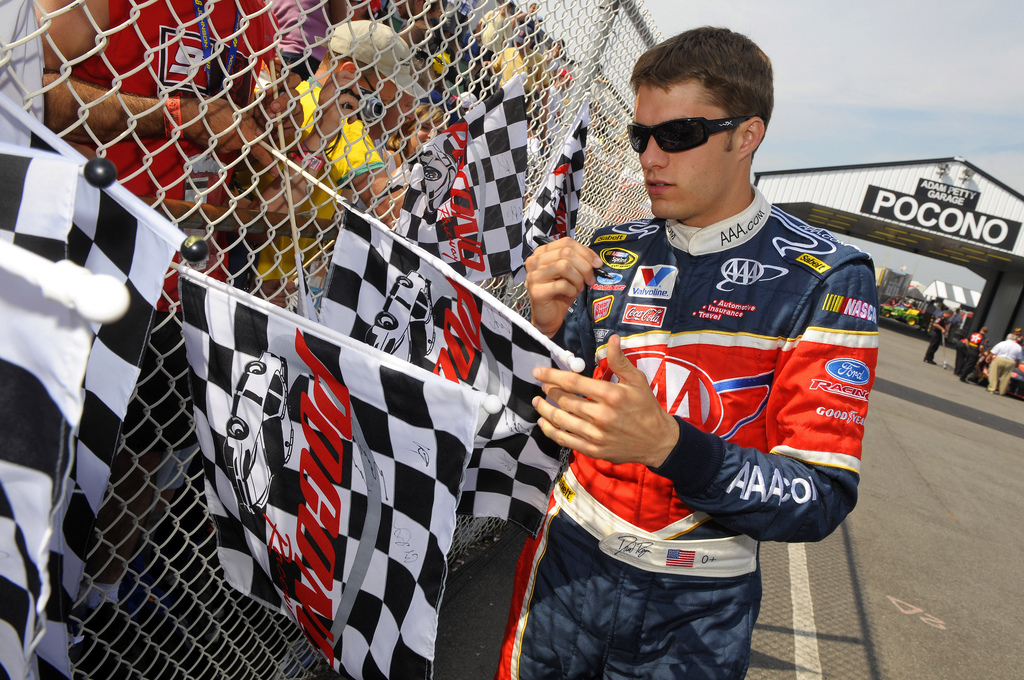
Ragan nel 2008

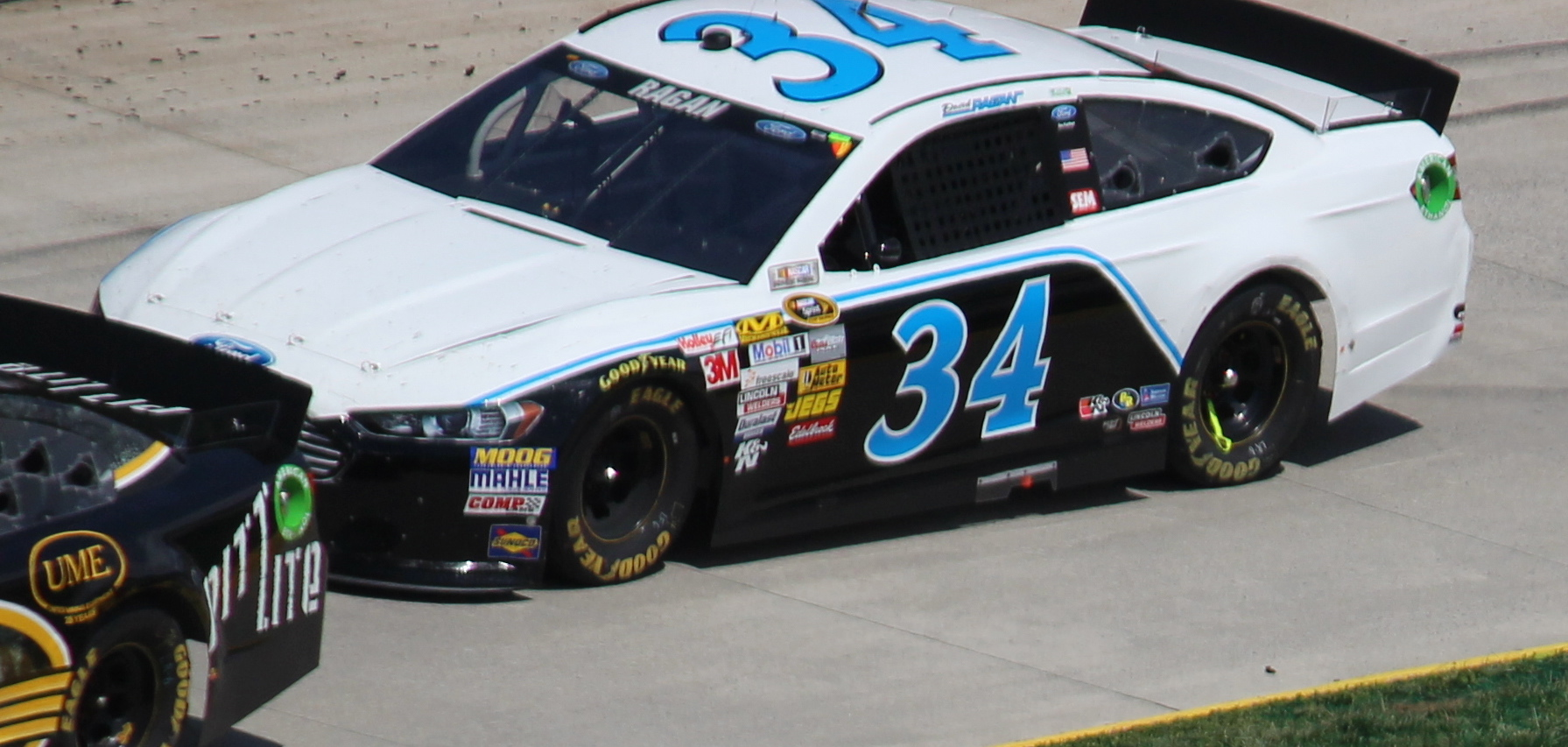
Ragan nel 2013

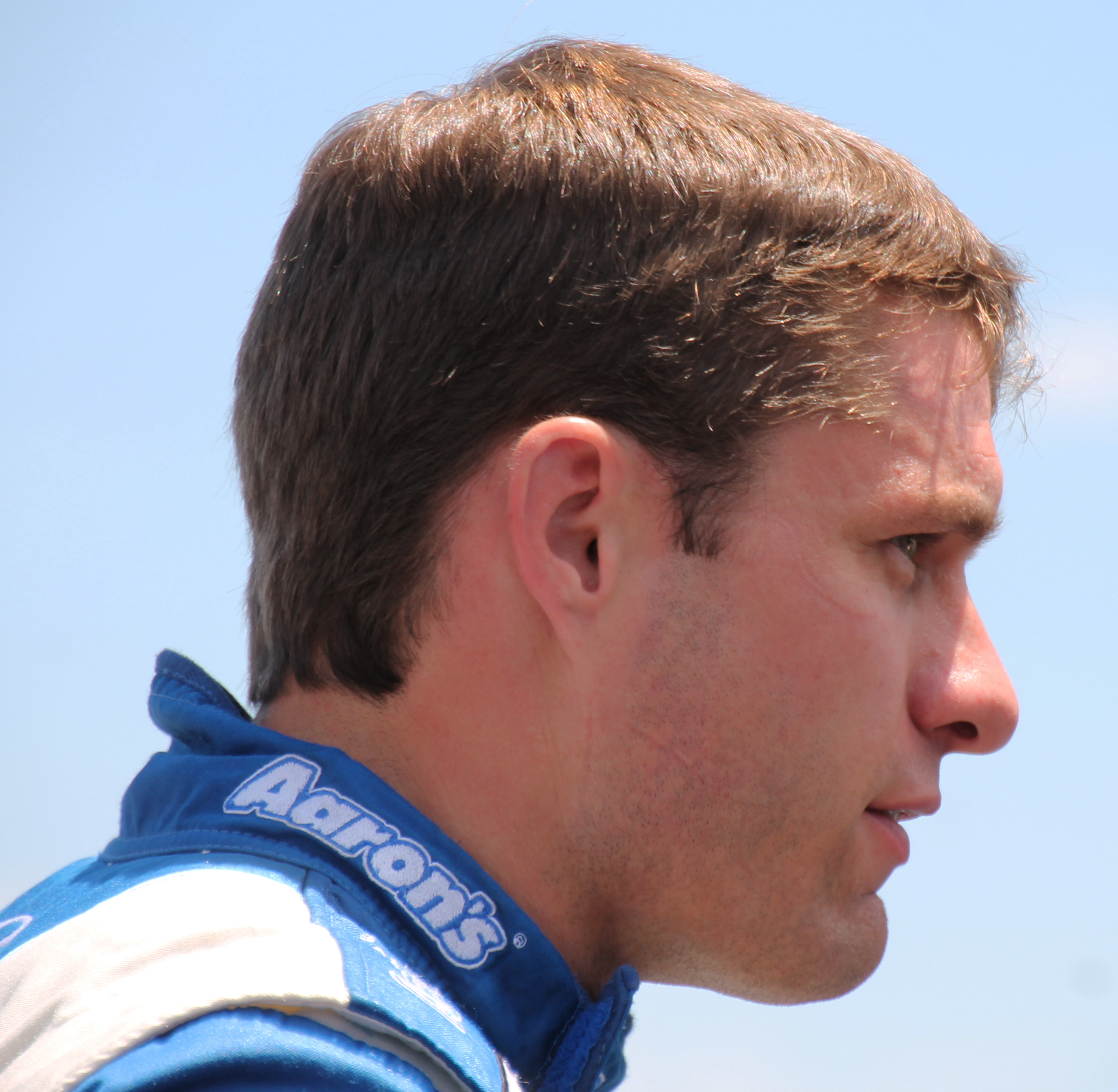
Ragan nel 2015 al Sonoma Raceway